# رچیتسا (پوژارواتس)
رچیتسا (به صربی: Rečica) یک منطقهٔ مسکونی در صربستان است که در ناحیه برانیچوو واقع شده‌است. رچیتسا ۵۱۸ نفر جمعیت دارد.